# Arturo Ortiz
Arturo Ortiz Santos (* 18. September 1966 in Genf, Schweiz) ist ein ehemaliger spanischer Leichtathlet, der sich auf den Hochsprung spezialisiert hat und aktuell Inhaber des Landesrekordes ist. Seinen größten Erfolg feierte er mit dem Vizehalleneuropameistertitel 1990 in Glasgow.

## Sportliche Laufbahn
Erste internationale Erfahrungen sammelte Arturo Ortiz vermutlich im Jahr 1987, als er bei den Halleneuropameisterschaften in Liévin mit übersprungenen 2,15 m den zwölften Platz belegte. Im Sommer gelangte er bei den Weltmeisterschaften in Rom mit 2,25 m im Finale ebenfalls auf den zwölften Platz. Im Jahr darauf nahm er an den Olympischen Sommerspielen in Seoul teil und wurde dort mit 2,25 m im Finale 14. 1990 gewann er bei den Halleneuropameisterschaften in Glasgow mit 2,30 m die Silbermedaille hinter dem Polen Artur Partyka und im September belegte er bei den Europameisterschaften in Split mit 2,28 m den achten Platz. Daraufhin siegte er mit 2,21 m bei den Ibero-Amerikanischen Meisterschaften in Manaus. Im Jahr darauf belegte er bei den Hallenweltmeisterschaften in Sevilla mit 2,28 m den neunten Platz und im Juli gewann er bei der Sommer-Universiade in Sheffield mit 2,31 m die Silbermedaille hinter dem US-Amerikaner Hollis Conway. Daraufhin gelangte er bei den Weltmeisterschaften in Tokio mit 2,24 m im Finale auf Rang zehn. 1992 belegte er bei den Halleneuropameisterschaften in Genua mit 2,26 m den sechsten Platz und schied im Sommer bei den Olympischen Sommerspielen in Barcelona mit 2,15 m in der Qualifikationsrunde aus. 
1993 gelangte er bei den Hallenweltmeisterschaften in Toronto mit einer Höhe von 2,24 m auf den zwölften Platz und im Juli gewann er bei der Sommer-Universiade in Buffalo mit 2,27 m die Bronzemedaille hinter dem US-Amerikaner Tony Barton und Stevan Zorić als unabhängiger Teilnehmer. Daraufhin belegte er bei den Weltmeisterschaften in Stuttgart mit 2,31 m im Finale den siebten Platz. 1995 schied er bei den Weltmeisterschaften in Göteborg mit 2,24 m in der Qualifikationsrunde aus und im Jahr darauf belegte er bei den Halleneuropameisterschaften in Stockholm mit 2,27 m den sechsten Platz. Im Sommer nahm er zum dritten Mal an den Olympischen Sommerspielen in Atlanta teil und verpasste dort mit 2,26 m den Finaleinzug. 1997 gelangte er bei den Hallenweltmeisterschaften in Paris mit 2,25 m auf den elften Platz und im Juni gewann er bei den Mittelmeerspielen in Bari mit 2,26 m die Silbermedaille hinter Stevan Zorić aus Jugoslawien. Daraufhin schied er bei den Weltmeisterschaften in Athen mit 2,19 m in der Qualifikationsrunde aus. 2002 beendete er dann seine aktive sportliche Karriere im Alter von 36 Jahren.
In den Jahren 1987 und 1988 sowie von 1991 bis 1993 und von 1995 bis 1997 wurde Ortiz spanischer Meister im Hochsprung im Freien sowie 1987 und 1990 sowie 1992 und 1996 in der Halle.